# Rue Ernestine
La rue Ernestine est une voie du 18e arrondissement de Paris, en France.

## Situation et accès
La rue Ernestine est une voie publique située dans le 18e arrondissement de Paris. Elle débute au 44, rue Doudeauville, croise la rue d'Oran ainsi que la rue Maxime-Lisbonne et se termine au 25, rue Ordener.
Le quartier est desservi par les lignes 4 et 12, à la station Marcadet - Poissonniers.

## Origine du nom
Elle porte le prénom de la femme d'un ancien propriétaire.

## Historique
La partie située entre la rue Marcadet et la rue Ordener a été ouverte par la ville de Paris, en 1868, lors du percement de la rue Ordener.